# Zaira calosomae
Zaira calosomae är en tvåvingeart som först beskrevs av Townsend 1916.  Zaira calosomae ingår i släktet Zaira och familjen parasitflugor. Inga underarter finns listade i Catalogue of Life.